# Odklon (doprava)
Odklon je v linkové a jiné pravidelné či předem plánované dopravě výraz pro změnu trasy vozidla či vozidel, vlaku nebo jiného dopravního prostředku (letadla, plavidla) oproti trase stanovené jízdním řádem nebo obdobným plánem. Dochází k němu v případě výluky pozemní komunikace nebo traťové koleje, výluky důležité stanice nebo terminálu, mimořádné provozní situace nebo mimořádných přepravních potřeb atd. Nejčastějšími příčinami výluk a odklonů jsou plánovaná stavební činnost, poruchy dopravní cesty a dopravní nehody nebo jiné mimořádné události. Odklon může mít buď formu objížďky (dopravní prostředek z pravidelné trasy odbočí a poté se na ni opět napojí) nebo může jít o odklon do cíle ležícího mimo původní trasu, například o ukončení jízdy na nejbližším vhodném místě nebo do místa přestupu umožňujícího alternativní dopravní spojení. V úseku postiženém výlukou bývá mnohdy buď částečně zachován provoz nebo je zavedena nějaká forma náhradní dopravy, nejčastěji autobusové.  

## Odklony v silniční dopravě
V silniční linkové dopravě, zejména autobusové, bývá pro rozsáhlejší plánované odklony zpracován výlukový jízdní řád nebo jsou zřizovány speciální výlukové linky. Drobnější a krátkodobé výluky a odklony bývají pouze oznamovány informačními vývěskami. Vedení odklonové trasy i zřizování dočasných zastávek musí být stanoveným způsobem projednáno z hlediska technické zátěže a možného nadměrného opotřebení komunikací v trase odklonu i z hlediska bezpečnosti a plynulosti provozu. 

## Odklony v drážní dopravě
Odklony v drážní dopravě jsou limitovány vedením a provozuschopností tratí, existencí propojovacích kolejových a trolejových oblouků, přizpůsobivostí zabezpečovacích a signalizačních zařízení atd. 
V tramvajové dopravě může být při užití manipulačních (pravidelně nepojížděných) úseků trati problémem zanedbaná údržba (obtížně přestavitelné manipulační výhybky, zanesené kolejnicové žlábky), překážky v průjezdním profilu (parkující silniční vozidla, odstavené nádoby na odpad, neohlášené zábory), chybějící fáze pro příslušný směr v cyklu světelného signalizačního zařízení nebo kolize dopravních směrů (řazení silničních vozidel na kolejích, nevhodná poloha stopčáry atd.). 
Obdobná rizika platí i pro trolejbusové odklony. Ačkoliv mnohé moderní trolejbusy mají hybridní pohon a jsou schopné i jízdy bez přímého trolejového napájení, česká legislativa pojímá trolejbusy jako drážní vozidla a jejich trasu považuje za dráhu i v případě, že jde o úsek bez trolejového vedení (trolejbusy ani nemají registrační značky silničních vozidel, protože se nepočítá s jejich volným pohybem po síti pozemních komunikací). Proto je v České republice odklon trolejbusu mimo schválenou trolejbusovou dráhu zásadním legislativním problémem. 
V tramvajové a trolejbusové dopravě jsou v případech odklonů v případě potřeby zřizovány dočasné zastávky, popřípadě jsou užívány občasné zastávky, které jsou určeny právě pro případ odklonů. 

### Odklony v železniční dopravě
Za odklon se zpravidla nepovažuje[zdroj⁠?!] jízda vlaku jiným obvodem stanice, než je určeno jízdním řádem (to se týká rozsáhlých stanic), v některých případech ani jízda po jiné trati v rámci jednoho železničního uzlu.[zdroj⁠?!]

#### Neplánované odklony
Protože odklonová trasa je zpravidla delší než kmenová trasa daného vlaku, často má také nižší traťovou rychlost a je méně výkonná (např. místo dvoukolejné kmenové trasy je odklonová trasa jednokolejná), odkloněný vlak se na kmenovou trať vrací mnohdy se značným zpožděním. Odklonové vlaky také mohou na své odklonové trase způsobit zpoždění vlaků, které po této trati jezdí dle jízdního řádu.

#### Jízdní řády odklonových vlaků
V případě plánovaných odklonů bývá pro odkloněné vlaky nebo pro dotčené tratě a úseky vypracován speciální výlukový jízdní řád. V některých případech jsou odkloněné pouze dálkové vlaky osobní dopravy. Pro odklonové vlaky se v některých případech:
- použije jízdní řád a číslo vlaku „podle potřeby“ (týká se zpravidla pouze vlaků nákladní dopravy)[zdroj⁠?!]
- použije jízdní řád a číslo vlaku, který v daný den nejede[zdroj⁠?!]
- odklonový vlak jede jako násled vlaku, to znamená, že se použije jízdní řád kmenového vlaku (byť odklon nejede časově přesně v trase tohoto vlaku) a číslo se označí zkratkou nsl a pořadovým číslem následu. Např. vlak InterCity č. 480 (IC 480), který jako druhý vlak po rychlíku R 820 v daném dni, použije jízdní řád rychlíku č. 820 (R 820) a bude označen jako IC 2. nsl 820.

#### Strojvedoucí a odklony
O odklonu vlaku musí být strojvedoucí zpraven a musí být vybaven jízdním řádem pro odklonovou trasu. V případě, že strojvedoucí nemá tzv. poznání odklonové trati (tj. danou trať nezná), dostane pro úsek, který nezná, pilota, tedy jiného strojvedoucího, který daný úsek zná.

#### Odklony a železniční fotografové
Odklony jsou velmi oblíbené mezi železničními fanoušky, kteří se zabývají fotografováním lokomotiv a vlaků. Je to z toho důvodu, že odklonové vlaky jezdí často po tratích, kde není železniční doprava hustá nebo kde standardně nejezdí takový druh vlaků jako v případě odklonů. Jedná se například o to, že mezinárodní vlaky kategorií InterCity či EuroCity jedou po tratích, kde standardně jezdí jen osobní vlaky, nebo o případy, kdy jsou nákladní vlaky odkloněny na trať, kde není žádná nebo je jen minimální nákladní doprava.